# 스즈메노미야정
스즈메노미야정(雀宮町)은 도치기현의 남부, 가와치군에 속했던 정이다. 

## 역사
- 1889년 4월 1일 - 정촌제 시행에 의해 가와치군 스즈메노미야촌이 성립하였다.
- 1953년 11월 1일 - 스즈메노미야촌이 정으로 승격해 스즈메노미야정이 되었다.
- 1955년 4월 1일 - 스가타가와촌과 함께 우쓰노미야시에 편입해 소멸하였다.

## 교통

### 철도
- 일본국유철도 (현 동일본 여객철도)
  - 도호쿠 본선(우쓰노미야 선